# Orthochirus heratensis
Orthochirus heratensis – gatunek skorpiona z rodziny Buthidae.
Gatunek ten opisany został w 2004 roku przez Františka Kovaříka.
Skorpion o ciele długości 25–30 mm u samców i do 40 mm u samic. Powierzchnie karapaksu i przedodwłoku, z wyjątkiem rejonu międzyocznego, ma gęsto granulowane. Przedodwłok i zaodwłok są czarne z rudobrązowym telsonem, przy czym sternity, z wyjątkiem siódmego mogą być żółte. Nogogłaszczki i odnóża są żółte, przy czym uda i rzepki mogą być żółtawozielone. Sternity przedodwłoka z wyjątkiem siódmego są gładkie lub słabo granulowane i mają po 4, w większości gładkie żeberka. Siódmy jest granulowany lub nie i ma granulowane żeberka. Zaodwłok, telson i nogogłaszczki porośnięte są włoskami. Poziome rzędy włosków występują na tylnych krawędziach czwartego i piątego segmentu zaodwłoka. Na udach nogogłaszczków występują 4 żeberka, na rzepce 7, a szczypce są bez żeberek. Palce ruchome mają 8–9 rzędów granulek z 2–3 granulkami dystalnymi. Liczba ząbków grzebieni wynosi 15–17 u samic i 18–21 u samcó. Pierwsze człony stóp trzech początkowych par odnóży mają grzebyki ze szczecinek, natomiast te czwartej pary są ich pozbawione.
Pajęczak znany tylko z afganistańskiej prowincji Herat.